# Shakin' Stevens
Michael Barratt (Cardiff, 4 maart 1948), beter bekend onder zijn artiestennaam Shakin' Stevens, is een Welshe rock-'n-roll-zanger.

## Carrière
Shakin' Stevens is de jongste uit een gezin van elf kinderen. Stevens begon zijn carrière als frontman van de band Shakin' Stevens and the Sunsets, een door de rock-'n-roll uit de jaren vijftig beïnvloede band. In december 1969 werd de band uitgenodigd om in het voorprogramma van de Rolling Stones te spelen, hetgeen hen het jaar erna een platencontract bij Parlophone opleverde. Succes bleef echter uit en na zeven jaar toeren en optreden verliet Stevens de band. Stevens deed auditie voor de rol van Elvis Presley in de musical Elvis! en kreeg de rol, wat hem een platencontract als solo-artiest opleverde bij Epic Records.

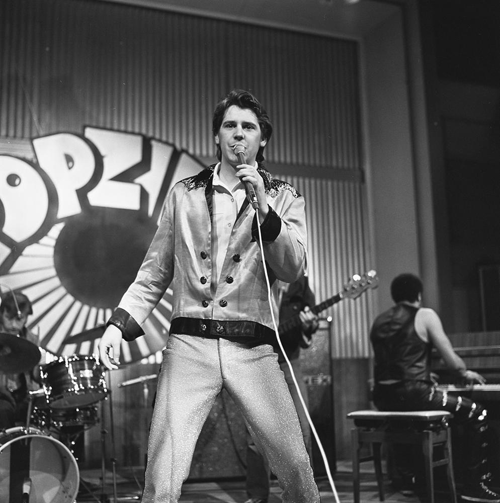
Shakin' Stevens, Popzien, 6 juni 1973 opname

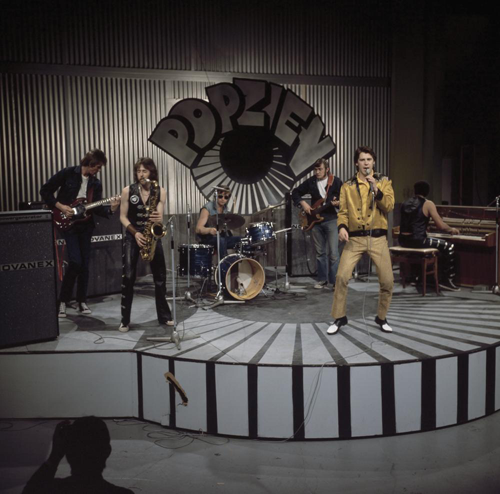
Shakin' Stevens & The Sunsets, Popzien, 8 juni 1973 uitzending

In 1980 scoorde Stevens in Engeland zijn eerste hit met Hot Dog; aan de Lp Take One die dat jaar werd uitgebracht verleende de bekende gitarist Alvin Lee zijn medewerking. Datzelfde jaar scoorde hij ook met Marie Marie, dit nummer stond uiteindelijk 9 maanden in de Duitse hitlijsten.
In 1981 scoorde Stevens zijn eerste internationale hit met het nummer This ole house (een cover van een hit van Rosemary Clooney uit de jaren vijftig). Het nummer bereikte de nummer-één-positie in eigen land en werd ook elders een grote hit. Andere grote hits volgden met nummers als You drive me crazy, Green Door en Oh Julie in 1981, Shirley in april 1982 en Merry Christmas Everyone in 1985. Ook zijn album Shaky bereikte internationaal de eerste plaats in diverse hitlijsten.
In 1984 probeerde Stevens het ook in de Verenigde Staten; hij verscheen in enkele televisieshows om de single Cry Just A Little Bit te promoten, maar het had weinig impact op de Amerikaanse hitlijsten, en kwam slechts tot de 67ste plek in de Billboard hot 100.
Datzelfde jaar had Stevens nog een hit met het nummer Teardrops, waarbij Hank B. Marvin (van The Shadows) hem begeleidde op gitaar. Stevens maakt wel vaker gebruik van beroemde sessiemuzikanten, zoals Roger Taylor, de drummer van Queen.
In 1986 verscheen de ballad Because I Love You, in Europa deed deze single niet zo heel veel, maar in Azië was het een enorme hit. Stevens had er een nummer 1-hit mee in o.a. de Filipijnen, Hong Kong, Thailand, Singapore en Maleisië. Het nummer wordt nog steeds veel gedraaid in karaokebars.
In 1994 stopte Stevens tijdelijk met het opnemen van platen. Hij bleef wel doorgaan met optreden, en scoorde in Denemarken nog een hit met een compilatie van zijn bekendste nummers.
Tijdens het millenniumconcert in het Millennium Stadium in Cardiff op 31 december 1999 trad Stevens op voor 100.000 mensen. In 2003 gaf Stevens een optreden in Wenen tijdens het Donauinselfest waar meer dan 200.000 mensen naar zijn show kwamen kijken.
In 2004 bracht Sony BMG wederom een verzamelaar van Stevens op de Deense markt: Collectable; deze compilatie kwam van niets op 1 binnen in de Deense hitlijsten en het leverde Stevens een platina plaat op; in Zuid-Afrika werd deze verzamelaar iets later ook uitgebracht en ook daar leverde het een gouden plaat op.
In 2005 bracht hij een Greatest Hits-album uit, hetgeen hem weer in de spotlights bracht. Zo deed hij mee aan Hit Me Baby, One More Time, een zangwedstrijd waarin artiesten die in het verleden succesvol waren, en werd zijn grootste hit This ole house opnieuw uitgebracht; deze werd gekoppeld aan de Pink-cover Trouble.
In 2007 bracht Stevens na zestien jaar een nieuw album uit, Now Listen, op dit album staan naast eigen composities ook covers van bekende nummers zoals Got My Mind Set On You, Baby It's You en I Hear You Knockin. Bij het nummer How Could It Be Like That neemt Tony Joe White de gitaarsolo voor zijn rekening.
In 2016 verscheen de opvolger Echoes of our times. Eind 2020 bracht de zanger een 19 cd's tellende verzamelbox uit, genaamd 'Fire In The Blood'. Hierin zaten naast zijn meest succesvolle albums ook twee live-albums, zijn kerstalbum, alsmede vier cd's met zeldzame live-opnames en remixen.

## Discografie

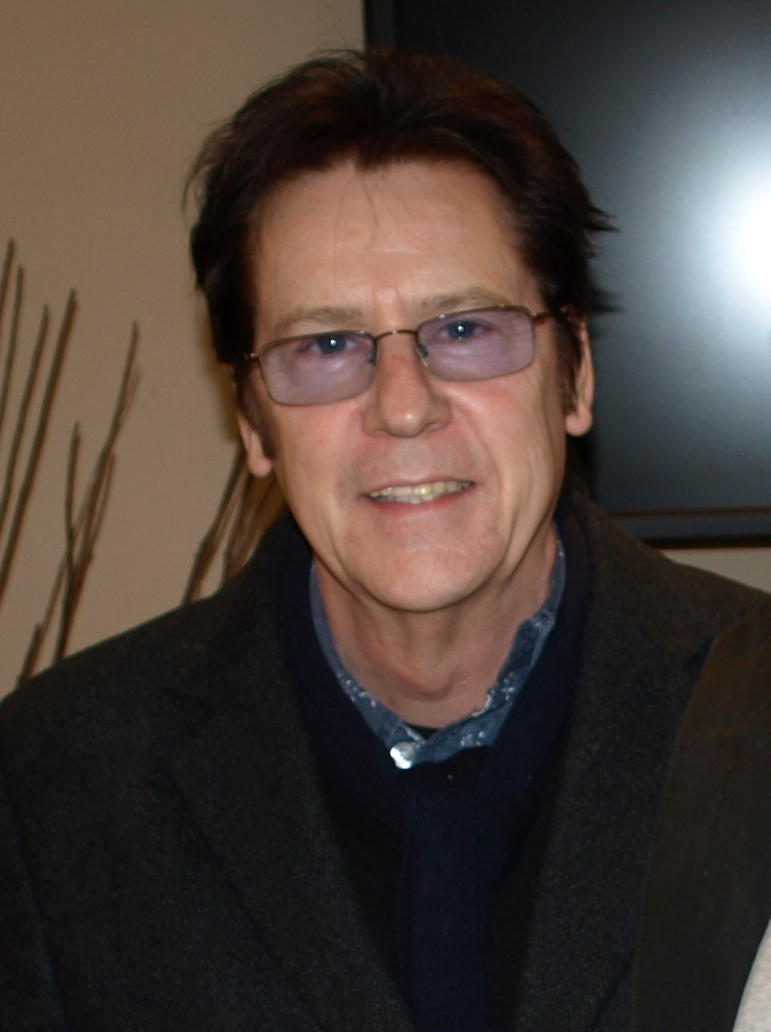
Shakin' Stevens in 2013

### Singles
- "Spirit Of Woodstock" (1970)
- "Sea Cruise" (1972)
- "Sweet Little Rock & Roller" (1972)
- "Spirit Of Woodstock" (1973) (andere versie dan die uit 1970)
- "Honey Honey" (1973)
- "It Came Out Of The Sky" (1974)
- "Lonesome Town" (1974)
- "Frantic" EP (1975)
- "Sexy Ways" EP (1976)
- "You Mostest Girl" (1976)
- "Jungle Rock" (1976)
- "Never" (1977)
- "Somebody Touched Me" (1977)
- "Justine" (1978)
- "Treat Her Right" (1978)
- "Endless Sleep" (1979)
- "Spooky" (1979)
- "Hot Dog" (1980)
- "Hey Mae" (1980)
- "Marie Marie" (1980)
- "Shooting Gallery" (1980)
- "This ole house" (1981)
- "You Drive Me Crazy" (1981) Alarmschijf
- "Green Door" (1981)
- "It's Raining" (1981)
- "Mona Lisa" (1981) (alleen in Japan uitgebracht)
- "Oh Julie" (1982)
- "Shirley" (1982)
- "Give Me Your Heart Tonight" (1982)
- "I'll Be Satisfied" (1982)
- "The Shakin' Stevens EP" (1982)
- "Your Ma Said You Cried In Your Sleep Last Night" (1983)
- "It's Late" (1983)
- "Cry Just A Little Bit" (1983)
- "A Rockin' Good Way" (credited to "Shaky and Bonnie", i.e. Shakin' Stevens and Bonnie Tyler)(1984)
- "A Love Worth Waiting For" (1984)
- "A Letter To You" (1984)
- "Teardrops" (1984)
- "Breaking Up My Heart" (1985)
- "Lipstick Powder And Paint" (1985)
- "Merry Christmas Everyone" (1985)
- "Turning Away" (1986)
- "Because I Love You" (1986)
- "A Little Boogie Woogie (In the Back of My Mind) (1987)
- "Come See About Me" (1987)
- "What Do You Want to Make Those Eyes at Me For" (1987)
- "Feel the need in me" (1988)
- "How Many Tears Can You Hide" (1988)
- "True Love" (1988)
- "Jezebel" (1989)
- "Love Attack" (1989)
- "I Might" (1990)
- "Yes I Do" (1990)
- "Pink Champagne" (1990)
- "My Cutie Cutie" (1990)
- "The Best Christmas Of Them All" (1990)
- "I'll Be Home This Christmas" (1991)
- "Radio" (1992) (als Shaky and Roger Taylor)
- "I Can Help" (1994) (alleen in Duitsland uitgebracht)
- "Trouble"/"This ole house" (2005)
- "Now Listen" (2007)
- "Last man alive (Radio Mix)" (2016)
- "Down into muddy waters (Radio Mix)" (2016)
- "Down in the Hole (Radio Mix)" (2017)

### Albums
- A Legend (1970)
- I'm No J.D. (1971)
- Rockin' And Shakin' (1972)
- The Best Of Shakin' Stevens & The Sunsets (1973) (heruitgave van I'm No J.D.)
- Shakin' Stevens & The Sunsets (1973)
- Manhattan Melodrama (1975)
- C'mon Memphis (1976) 10" Lp (in '79 als 12" Lp uitgebracht als Come On Memphis)
- Shakin' Stevens a.k.a. Play Loud (1978)
- Take One (1980)
- Marie Marie (1980)
- This Ole House (1981) (heruitgave van Marie Marie, met dien verstande dat Two Hearts werd vervangen door de hit This ole house)
- Get Shakin'  (1981) (Amerikaanse compilatie)
- You Drive Me Crazy (1981) (Japanse compilatie)
- Shaky (1981)
- Hot Dog (1982) (heruitgave van Take One, waarbij 2 nummers werden vervangen)
- Give Me Your Heart Tonight (1982)
- The Track Years (1983)
- Jetzt Kommt Shaky (1983) (Duitse compilatie)
- The Bop Won't Stop (1983)
- Greatest Hits (1984)
- Lipstick Powder And Paint (1985)
- A Rockin' Good Way (1986) (Canadese compilatie)
- Let's Boogie (1987)
- A Whole Lotta Shaky (1988)
- There's Two Kinds Of Music...Rock And Roll (1990)
- The Hits Of Shakin' Stevens (1990)
- Merry Christmas Everyone (1991)
- The Epic Years (1992)
- Shaky - The Hits (1993)
- Shaky - The Hits vol.2 (1993)
- Shaky - The Hits vol.3 (1994)
- A Whole Lotta Hits - The Danish Collection (1994) (Deense compilatie)
- The Singles Collection (1994) (Duitse compilatie)
- The Hits Of Shakin' Stevens vol.2 (1998)
- The Very Best Of Shakin' Stevens (1999) (Noorse compilatie)
- Hits And More (2003)
- Collectable (2004)
- The Collection (2005)
- Now Listen (2007) (Shaky's eerste nieuwe album sinds 1991 !)
- Chronology - The Epic Hit Singles (2007)
- Echoes of our times (2016)
- Fire In The Blood (2020) (19 cd verzamelbox)

### NPO Radio 2 Top 2000
| Nummer met noteringen in de NPO Radio 2 Top 2000 | '99  | '00  |
| ------------------------------------------------ | ---- | ---- |
| This ole house                                   | 1821 | 1951 |

1. ↑  Een vetgedrukt getal geeft de hoogste notering aan.
2. ↑  Deze tabel is bijgewerkt tot en met de meest recente editie (2024).